# Себолайш-де-Сима
Себолайш-де-Сима (порт. Cebolais de Cima)  —  район (фрегезия) в Португалии,  входит в округ Каштелу-Бранку. Является составной частью муниципалитета  Каштелу-Бранку. По старому административному делению входил в провинцию Бейра-Байша. Входит в экономико-статистический  субрегион Бейра-Интериор-Сул, который входит в Центральный регион. Население составляет 1290 человек на 2001 год. Занимает площадь 12,86 км².